# 荷花镇 (腾冲市)
荷花镇，原为荷花傣族佤族乡，是中华人民共和国云南省保山市腾冲市下辖的一个镇。

## 行政区划
荷花镇下辖以下地区：
肖庄社区村、明郎村、雨伞村、甘蔗寨村、尖山村、民团村、羡多社区村、杏塘村、郎蒲村和汪李村。

## 中国传统村落
2013年8月，羡多村、甘蔗寨村被评为第二批中国传统村落。